# Ratusz w Wałbrzychu
Ratusz w Wałbrzychu – budowla została wzniesiona w 1856 r. w stylu neogotyckim i znajduje się przy placu Magistrackim. Jest siedzibą władz miejskich Wałbrzycha.

## Historia
Pierwszy barokowy ratusz w Wałbrzychu został wzniesiony w roku 1731 pośrodku rynku, a w roku 1853 został rozebrany. Budowę nowej siedziby władz miejskich rozpoczęto w roku 1857, a ukończono rok później. Budynek ratusza zaprojektował i wykonał królewski budowniczy Hermann Friedrich Wäsemann z Wrocławia. W 1903 roku ratusz został powiększony o dwa boczne skrzydła wzniesione według projektu wrocławskiego architekta Karla Grossera. W latach 1975–1976 ratusz był remontowany.

Decyzją wojewódzkiego konserwatora zabytków z dnia 25 maja 1977 roku ratusz został wpisany do rejestru zabytków. 

## Architektura
Ratusz jest budowlą wzniesioną na planie podkowy, posiada dwa boczne skrzydła, trzy trakty i trzy kondygnacje. Budynek jest nakryty dachami dwuspadowymi z syganturką na kalenicy. Starszą część ratusza zamykają dwie ośmiokątne wieżyczki na końcach fasady. Budynek jest ozdobiony neogotyckimi szczytami. W neobarokowych wnętrzach zachowała się okazała klatka schodowa z kamiennymi balustradami.

Dzisiaj ratusz pełni tę samą funkcję co przed laty - jest siedzibą władz miejskich Wałbrzycha.

## Galeria

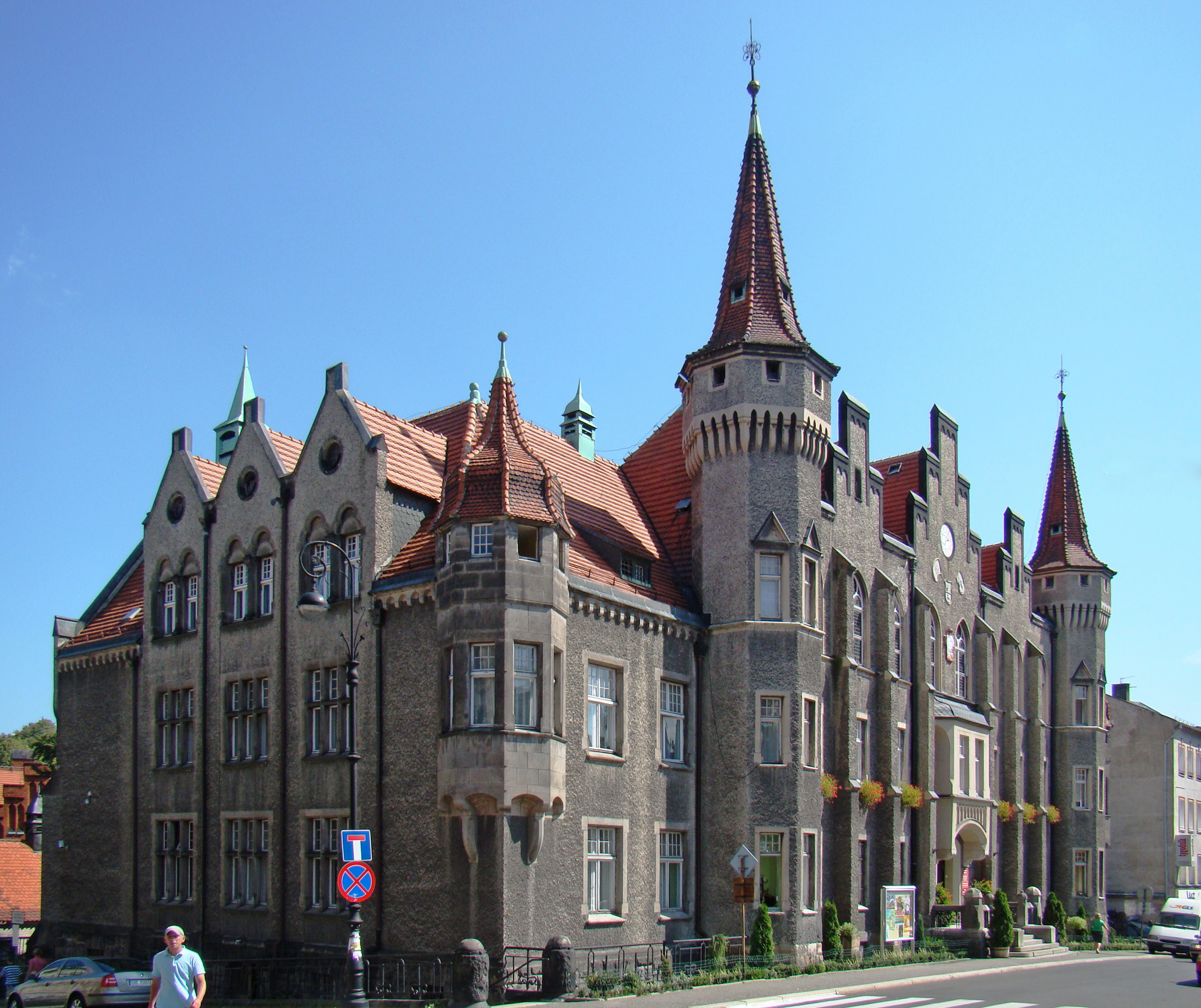
Widok z zachodu (2009)
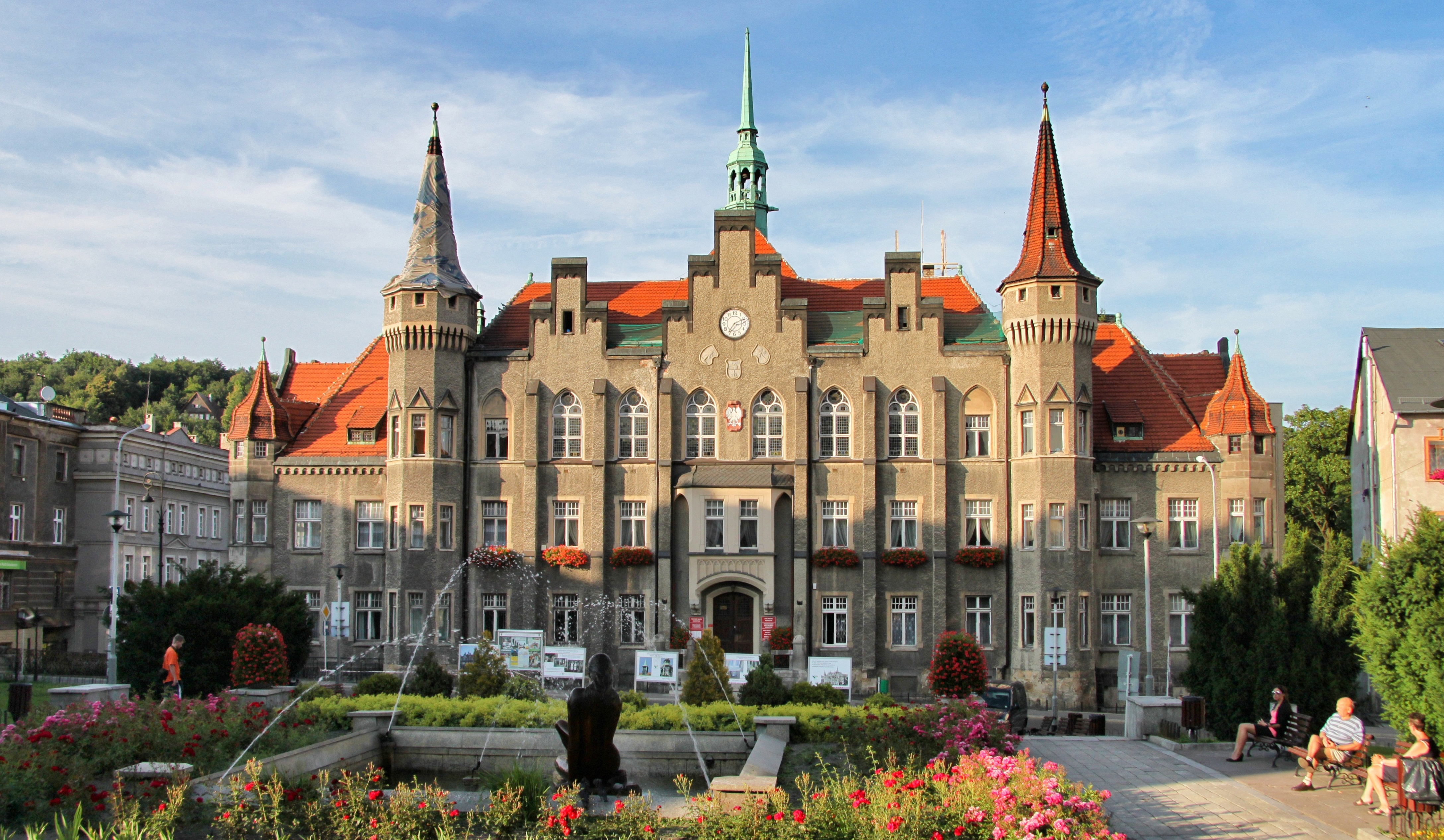
Fontanna przed fasadą (2013)
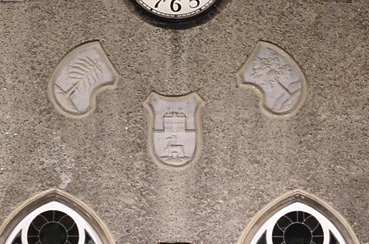
Herby na fasadzie (2018)
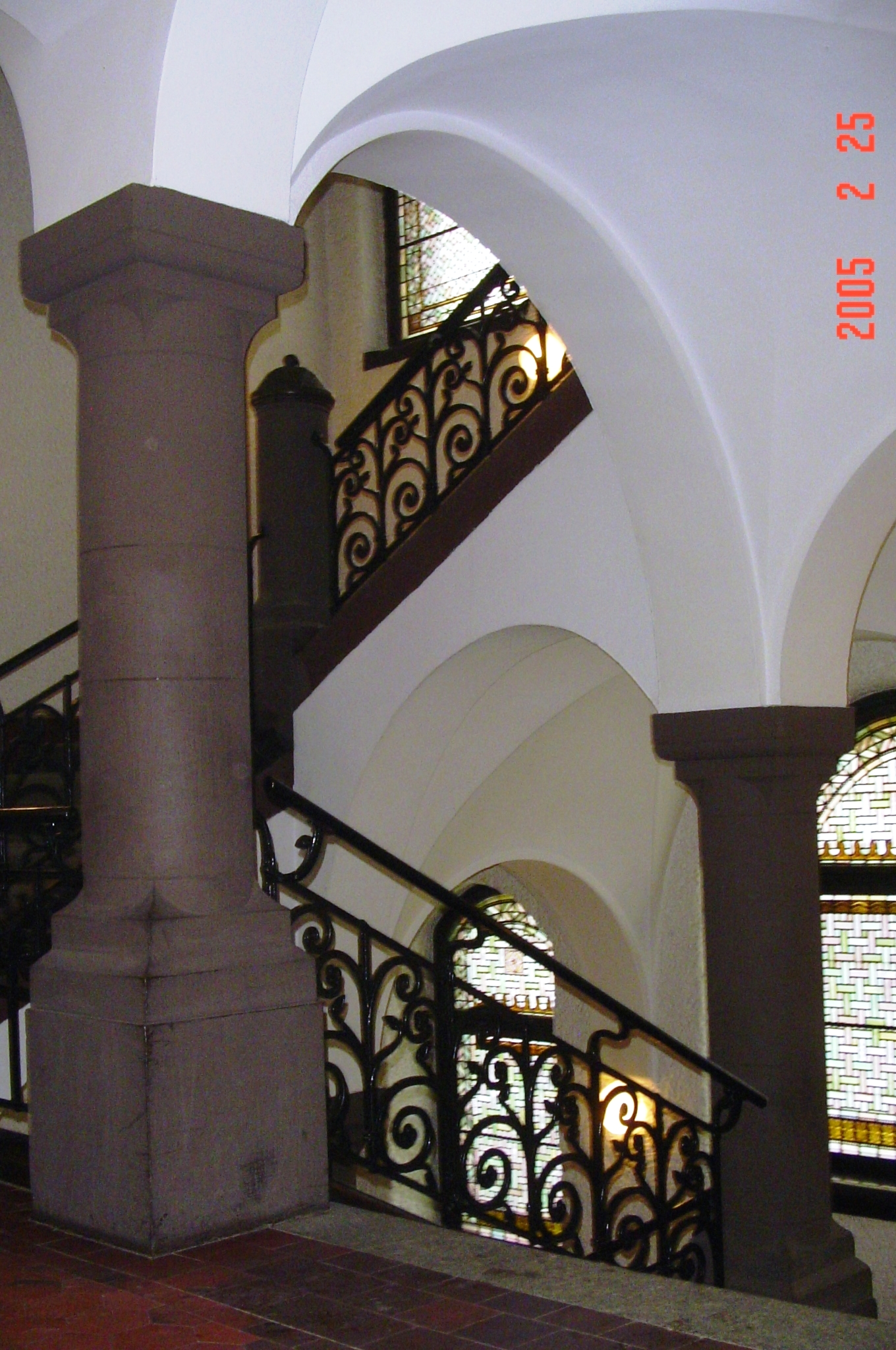
Wnętrze ratusza (2005)